# Throwin' down in the double 0
「Throwin' down in the double 0」（スローイン・ダウン・イン・ザ・ダブル・オー）は、小室哲哉がglobe featuring TK名義で発表したシングル。2000年3月29日にavex globeから発売された。

## 解説
globeのソロプロジェクトとして3枚同時リリースされたシングルの1つ。小室によるインストゥルメンタル作品となっている。小室のソロシングルとしては1997年の「SPEED TK RE-MIX」以来となる。総計4万4000枚近くを売り上げ、オリコンTOP10に入った。
2000年5月31日にアナログ盤が発売されている（収録内容はCDと同一）。

## 収録曲
| 全作曲・編曲: 小室哲哉。 |                                                       |       |            |      |
| #                        | タイトル                                              | 作詞  | 作曲・編曲 | 時間 |
| 1.                       | 「Throwin' down in the double 0 (lunar mix)」         |       | 小室哲哉   | 6:01 |
| 2.                       | 「Throwin' down in the double 0 (Lethal dose remix)」 |       | 小室哲哉   | 4:59 |
| 3.                       | 「Throwin' down in the double 0 (construction mix)」  |       | 小室哲哉   | 5:49 |
| 合計時間:                | 合計時間:                                             | 16:49 |            |      |

## クレジット
- Produced : 小室哲哉
- Mixed : Mike Butler
- Remixed  : DJ Lethal
- Art direction & Design : Tycoon Graphics
- Photography : 内田将二

## 収録アルバム
- outernet（アルバムバージョン）